# Escut de Riudoms
L'escut oficial de Riudoms té el següent blasonament:
Escut caironat: d'or, 2 oms de sinople sostinguts sobre un peu ondat d'atzur amb 2 faixes ondades d'argent. Per timbre una corona mural de vila.

## Història
Va ser aprovat el 30 de setembre del 1998.
Escut parlant referent al nom de la vila: s'hi veu un riu i uns oms.